# Javier Moreno (kolarz)
Javier Moreno Bazán (ur. 18 lipca 1984 w Jaén) – hiszpański kolarz szosowy, zawodnik należącej do dywizji UCI WorldTeams drużyny Delko-Marseille Provence KTM. 

## Najważniejsze zwycięstwa i sukcesy
2007
- 1. miejsce na 4. etapie Vuelta a la Comunidad de Madrid

2009
- 3. miejsce w Vuelta a Asturias

2011
- 1. miejsce w Vuelta a Asturias
  - 1. miejsce na 3. etapie
- 2. miejsce w Vuelta a la Comunidad de Madrid

2012
- 1. miejsce w Vuelta a Castilla y León

2013
- 2. miejsce w Tour Down Under
  -  1. miejsce w klasyfikacji górskiej
- 1. miejsce w Vuelta a la Comunidad de Madrid
- 3. miejsce w Vuelta a Asturias
  - 1. miejsce na 2. etapie

2014
- 2. miejsce w Österreich-Rundfahrt